# Pirata (álbum)
Pirata (estilizado em letras maiúsculas) é o terceiro álbum de estúdio do cantor brasileiro Jão, lançado em 19 de outubro de 2021, através da Universal Music. Jão descreveu o disco como "um álbum sobre recomeços". Em termos líricos, Pirata contém canções que abrangem temas como o amor, sexo, descobertas, despedidas, e também sobre todos os meninos e meninas que já amou como o próprio cantor disse. O álbum foi produzido por colaboradores frequentes de Jão, como Paul Ralphes e Zebu, e o próprio cantor. De acordo com o artista, o projeto é o terceiro de uma série de quatro álbuns guiados pelos quatro elementos — terra (Lobos; 2018), ar (Anti-Herói; 2019), água (Pirata) e fogo (Super; 2023).
Três singles apoiaram o álbum: "Coringa", "Não Te Amo", e "Idiota". Para promover o álbum, Jão embarcou na Turnê Pirata que teve início em março de 2022. No Grammy Latino de 2022, Pirata foi indicado para Melhor Álbum Pop Contemporâneo em Língua Portuguesa; a faixa "Idiota" foi indicada para Melhor Canção em Língua Portuguesa. Pirata ganhou na categoria Álbum do Ano no MTV Millennial Awards Brasil 2022. No Prêmio Multishow de Música Brasileira 2022, o álbum foi indicado em Álbum do Ano.

## Antecedentes
Jão lançou seu segundo álbum de estúdio, Anti-Herói, em outubro de 2019. Um álbum ao vivo da turnê em divulgação ao álbum intitulado Turnê Anti-Herói (Ao Vivo) foi lançado em julho de 2019. Em novembro de 2020, durante uma entrevista com à revista Quem, Jão revelou que estava preparando seu terceiro álbum para 2021, afirmando: "A sonoridade é bem diferente do que eu já fiz. É um momento novo para mim, apesar de ser um caminho natural". A existência da faixa do álbum "Maria" foi confirmada na mesmo entrevista, no entanto, a faixa foi removida da lista de faixas. Em uma entrevista á GQ em abril de 2021, Jão revelou que continua trabalhando em seu terceiro álbum, afirmando: "Quero que o novo álbum transmita esse sentimento de exploração, de aventura, porque todas as músicas giram em torno disso. E não quer dizer que elas sejam felizes ou tristes, sabe? Acho que tem muita nuance. É meu álbum com mais nuances até agora". Em uma entrevista para o canal da jornalista Foquinha no YouTube ele revelou que esse é o álbum mais “caótico” de sua carreira.

## Lançamento e promoção
Em 22 de setembro de 2021, Jão fez uma publicação nas redes sociais onde dizia: "Vocês tem alguns dias pra terminar com alguém, porque meu novo álbum tá chegando. Até lá, até logo". Em 13 de outubro, Jão anunciou que o álbum se chamaria Pirata. Uma sessão de audição do disco foi realizada por Jão no Teatro Bradesco, São Paulo, em 17 de outubro de 2021. Sua data de lançamento, capa e lista de faixas foram reveladas em 18 de outubro de 2021. No mesmo dia, um trailer do álbum foi divulgado. No vídeo, ele aparece numa espécie de história de ficção, onde pode ver referências dos álbuns anteriores de Jão, Lobos (2018) e Anti-Herói (2019). Pirata foi lançado em 19 de outubro de 2021. A versão padrão foi disponibilizada para download digital e streaming. Os CDs foram lançados em 22 de junho de 2022, com "Amor Pirata" sendo faixa bônus.

### Singles
"Coringa" foi lançada como o primeiro single do álbum em 24 de fevereiro de 2021. Seu videoclipe correspondente, dirigido por Pedro Tófani, foi lançado no dia seguinte, em 25 de fevereiro. Obteve críticas positivas da mídia e alcançou a 83.ª posição na Top 100 Brasil e a 7.ª nas rádios pop do país. "Não Te Amo" foi lançada como segundo single em conjunto com o álbum. A faixa "Idiota" começou a ganhar popularidade no TikTok em dezembro de 2021. Foi eventualmente lançada como o terceiro single de Pirata em 9 de fevereiro de 2022, com um videoclipe de acompanhamento dirigido por Tófani. Comercialmente, a canção alcançou as 85.ª e 2.ª posições na Top 100 Brasil e nas rádios pop do país, respectivamente. Na parada Brazil Songs da Billboard, alcançou a 23.ª posição. Em Portugal, alcançou 17.ª posição na AFP Top 200 Singles. No Grammy Latino de 2022, "Idiota" foi indicada para Melhor Canção em Língua Portuguesa.

### Apresentações ao vivo

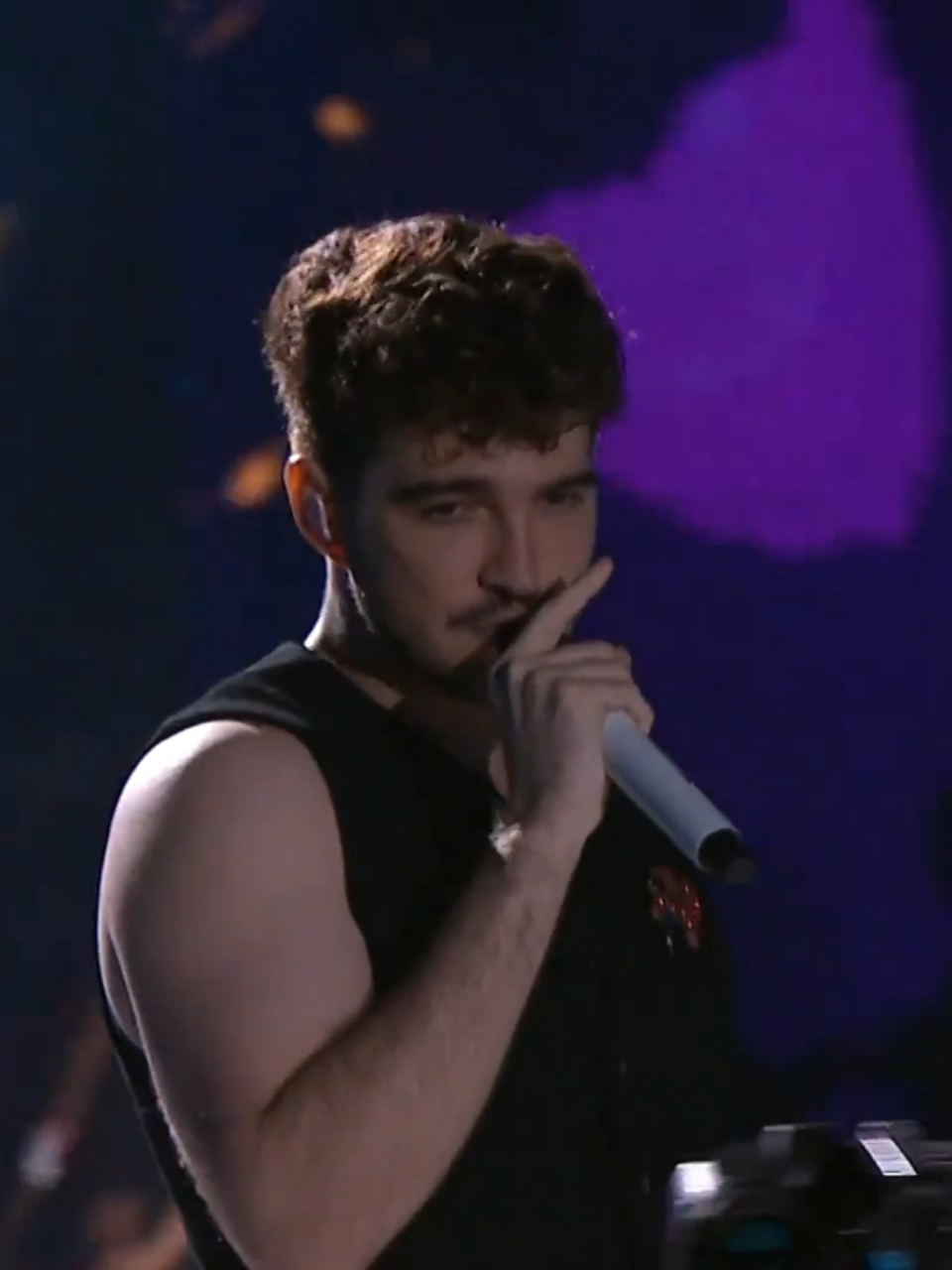
Jão apresentando "Meninos e Meninas" no Prêmio Multishow de Música Brasileira 2022.

Para promover Pirata, Jão realizou várias apresentações ao vivo. Ele foi atração de vários festivais como Lollapalooza, MITA, MEO Sudoeste, Rock in Rio, Ceará Music, Planeta Atlântida e The Town. Em 30 de março de 2021, ele cantou uma versão acústica de "Coringa" no GQ Vozes. Em 21 de agosto de 2021, ele cantou "Coringa" no Prazer, Luísa. Em 23 de outubro de 2021, Jão anunciou que sua live no TikTok seria realizada em 5 de novembro de 2021, em promoção ao álbum. No entanto, em 5 de novembro, ele anunciou que a live foi cancelada devido a morte da cantora Marília Mendonça. Jão publicou apresentações das canções de Pirata em sua conta no YouTube. Sete apresentações foram publicadas; por ordem cronológica: "Idiota" em 29 de outubro de 2021, "Santo" em 11 de novembro, "Você Me Perdeu" em 18 de novembro, "Olhos Vermelhos" em 29 de novembro, "Acontece", "Não Te Amo", e "Clarão" em 16 de dezembro. Em 13 de novembro de 2021, Jão cantou "Coringa" no Caldeirão com Mion. A live no TikTok que estava originalmente agendada para 5 de novembro de 2021, foi realizada em 16 de novembro. Ele cantou "Idiota" no Encontro com Fátima Bernardes em 29 de novembro de 2021.
Em 24 de março de 2022, ele cantou "Idiota" no Faustão na Band. Em 5 de abril de 2022, ele cantou várias canções de Pirata como parte do show de abertura da banda estadunidense Maroon 5, no Allianz Parque, em São Paulo. Em 21 de abril de 2022, ele cantou "Coringa" e "Idiota" no TVZ. Em 21 de maio de 2022, ele cantou "Idiota" e "Santo" no Altas Horas. Em 21 de junho de 2022, Jão retornou ao Encontro e cantou "Santo", "Idiota" e "Meninos e Meninas". Ele cantou "Idiota" com Skank no MTV Miaw Brasil em 26 de julho de 2022. Em 13 de setembro de 2022, ele se apresentou no Música Boa Ao Vivo. Em 10 de outubro, ele cantou algumas canções de Pirata na Rolling Stone Sessions. Em 18 de outubro, Jão cantou "Meninos e Meninas" e "Idiota" no Prêmio Multishow de Música Brasileira 2022. Em 17 de novembro, ele cantou a "Idiota" no pré-show do Grammy Latino de 2022. Em 8 de dezembro de 2022, em parceria com o serviço de hospedagem de vídeos Vevo, o artista lançou apresentações ao vivo para "Essa Eu Fiz pro Nosso Amor", "Doce", "Meninos e Meninas" e "Idiota". Em 28 de janeiro de 2023, Jão retornou ao Altas Horas e cantou "Idiota", "Santo" e "Meninos e Meninas". Em 12 de março de 2023, ele cantou "Idiota", "Acontece" e "Meninos e Meninas" no Fantástico.

### Turnê
Em 21 de outubro de 2021, dois dias depois do lançamento de Pirata, Jão anunciou oficialmente a Turnê Pirata, se iniciando em 12 de março de 2022 na Vivo Rio em Rio de Janeiro, RJ, e terminando em 11 de dezembro de 2022 em um show gratuito no Novo Anhangabaú em São Paulo, SP, com um total de 40 shows. A turnê foi um sucesso comercial, recebendo um público de 250 mil pessoas e arrecadando R$ 30 milhões.

## Recepção

### Crítica profissional
| Críticas profissionais | Críticas profissionais |
| Pontuações agregadas   | Pontuações agregadas   |
| Fonte                  | Avaliação              |
| ---------------------- | ---------------------- |
| AOTY                   | 56/100                 |
| rateyourmusic          | 40/100                 |
| Avaliações da crítica  |                        |
| Fonte                  | Avaliação              |
| tracklist              | 9.4/10                 |
| ComUM                  | 9/10                   |
| Escutai                | 68/100                 |
| portalacervo           | 5/10                   |
| wordpress              | 10/10                  |

Pirata foi recebido de maneira positiva dos críticos especializados e do público.
A equipe do Tracklist concedeu uma nota 9,4 ao disco, afirmando que "Pirata surpreendeu positivamente e mostrou as multifacetas Jão". Eles continuaram: "O cantor mostrou que é possível falar de relacionamentos e amores que não deram certo de uma forma animada". Crítica de  Nuno Diogo, do ComUM classificou o disco como uma "obra que marca uma transição significativa na carreira de Jão." A crítica de 
Luis Hora, publicada em escutai, aborda o álbum PIRATA como uma representação da evolução artística de Jão, que se tornou um símbolo da "sofrência" para uma geração. Redação, do portalacervo escreveu que o álbum é "presumivelmente melódico, porém inconsistente como se estivesse inacabado.", o achando "simplista e clichê."

## Prêmios e indicações
| Ano  | Prêmio                                | Categoria                                           | Resultado | Ref.   |
| ---- | ------------------------------------- | --------------------------------------------------- | --------- | ------ |
| 2021 | Prêmio POP Mais                       | Álbum do Ano                                        | Indicado  | [ 74 ] |
| 2022 | SEC Awards                            | Álbum/EP do Ano                                     | Indicado  | [ 75 ] |
| 2022 | MTV Millennial Awards Brasil          | Albaum do Ano                                       | Venceu    | [ 76 ] |
| 2022 | Prêmio Multishow de Música Brasileira | Álbum do Ano                                        | Indicado  | [ 77 ] |
| 2022 | Trends Brasil Conference              | Álbum 2021                                          | Venceu    | [ 78 ] |
| 2022 | Grammy Latino                         | Melhor Álbum Pop Contemporâneo em Língua Portuguesa | Indicado  | [ 79 ] |

### Rankings de Listas de Fim de Ano
| Publication | List                                      | Rank | Ref.   |
| ----------- | ----------------------------------------- | ---- | ------ |
| escutai     | Os 30 melhores álbuns brasileiros de 2021 | 23   | [ 80 ] |
| tracklist   | Os 15 melhores álbuns nacionais de 2021   | 6    | [ 81 ] |

## Lista de faixas
| Pirata — Edição padrão |                     |                              |                       |         |  |
| N.º                    | Título              | Compositor(es)               | Produtor(es)          | Duração |  |
| 1.                     | "Clarão"            | Jão Pedro Tófani Zebu        | Jão Zebu              | 3:10    |  |
| 2.                     | "Não Te Amo"        | Jão Tófani Zebu              | Jão Zebu              | 3:01    |  |
| 3.                     | "Idiota"            | Jão Tófani Zebu              | Jão Zebu              | 3:02    |  |
| 4.                     | "Santo"             | Jão Tófani Zebu              | Jão Paul Ralphes Zebu | 2:43    |  |
| 5.                     | "Acontece"          | Jão Tófani                   | Jão Ralphes Zebu      | 2:42    |  |
| 6.                     | "Você Me Perdeu"    | Jão Tófani Zebu              | Jão Zebu              | 2:33    |  |
| 7.                     | "Meninos e Meninas" | Jão                          | Jão Ralphes Zebu      | 2:42    |  |
| 8.                     | "Coringa"           | Jão Tófani Guilherme Pereira | Jão Ralphes Zebu      | 3:07    |  |
| 9.                     | "Doce"              | Jão Tófani Zebu              | Jão Zebu              | 3:15    |  |
| 10.                    | "Tempos de Glória"  | Jão                          | Jão Ralphes           | 2:27    |  |
| 11.                    | "Olhos Vermelhos"   | Jão                          | Jão                   | 5:04    |  |
| Duração total:         | Duração total:      | Duração total:               | Duração total:        | 33:42   |  |

| Pirata — Faixa bônus |                |                                   |                  |         |  |
| N.º                  | Título         | Compositor(es)                    | Produtor(es)     | Duração |  |
| 12.                  | "Amor Pirata"  | Jão Tófani Pereira Arthur Marques | Jão Ralphes Zebu | 2:53    |  |
| Duração total:       | Duração total: | Duração total:                    | Duração total:   | 36:34   |  |

## Certificações
| Região                                                        | Certificação | Vendas   |
| ------------------------------------------------------------- | ------------ | -------- |
| Brasil (Pro-Música Brasil)                                    | 2× Platina   | 160.000‡ |
| ‡ vendas+valores de streaming baseados apenas na certificação |              |          |

## Histórico de lançamento
| Região   | Data                  | Formato(s)                 | Gravadora(s) | Ref.   |
| -------- | --------------------- | -------------------------- | ------------ | ------ |
| Mundo    | 19 de outubro de 2021 | Download digital streaming | Universal    | [ 14 ] |
| Brasil   | 22 de junho de 2022   | CD                         | Universal    | [ 16 ] |
| Portugal | 28 de outubro de 2022 | CD                         | Universal    | [ 83 ] |
| Brasil   | 3 de novembro de 2023 | Vinil                      | Universal    | [ 84 ] |